# بملكة
بملكة قرية قرية متطورة تقوم على السفوح الغربية لجبال اللاذقية تتبع ناحية مركز ومنطقة طرطوس في محافظة طرطوس وترتفع 400 متر عن سطح البحر وتقع على مرتفع تحيط به الأودية وغابات السنديان وتشرف على البحر وعلى مدينة طرطوس التي تبعد عنها 12 كم كما انه من الممكن مشاهدة الساحل اللبناني ومدينة طرابلس وجبال لبنان حتى قمة القرنة السوداء من القرية مما يعطيها موقعاً سياحياً هاماً ,شهدت حركة عمرانية واسعة مستفيدة من أموال المغتربين من أبنائها في الأميركيتين، وفي بملكة فندق سياحي ومطاعم و عيادات طبية وصيدلية ومحطة بنزين وتجدر الإشارة إلى أن اسم ( بْمَلْكِة) من اللهجات العربية القديمة بمعنى : بيت الملك أو بيت الملكة أو دار الملوك .

## السياحة في بملكة
إن موقع وإطلالة بملكة على سهول وشاطئ مدينة طرطوس منحها موقعاً سياحياً متميزاً في هذه المنطقة من سوريا وأعطى الفنادق والمطاعم فرصة كبيرة لجذب السياح إليهم ويتواجد في بملكة عدة مطاعم وفنادق لهذا الغرض.. المنطقة رائعة الجمال.
www.bmalke.com.ve

## السكان
لا يتعدى تعداد سكان بملكة 600 نسمة وهو العدد للسكان المقيمين وهناك العديد من اهالي بملكة في المهجر أو بسبب العمل خارج القرية، من المناسبات الهامة في بملكة هو عيد مار يوحنا حيث يتم الاحتفال بهذا العيد بصورة خاصة ومتوارثة وتقاليد وعادات مميزة وجميلة..
www.bmalke.com.ve